# Paul Winfield
Paul Edward Winfield (Los Angeles, 22 maggio 1939 – Los Angeles, 7 marzo 2004) è stato un attore statunitense.

## Biografia
Nel 1973 ottiene la candidatura all'Oscar al miglior attore per il ruolo nel film Sounder.
Nel 1982 interpreta il capitano Terrel della USS Reliant, nel film Star Trek II - L'ira di Khan (Star Trek II: The Wrath of Khan), entrando così a far parte del franchise di Star Trek. Nel 1991 interpreta il capitano Tamariano Dathon nell'episodio Darmok (Darmok, 1991) della quinta stagione della serie televisiva Star Trek: The Next Generation. Nell'episodio Dathon rapisce il capitano Jean-Luc Picard (Patrick Stewart), portandolo con sé sul pianeta El-Adrel IV, così da condividere una esperienza comune e apprendere il loro sofisticato linguaggio basato su metafore.
Tra il 1987 e il 1988 interpreta lo Specchio Magico nella serie televisiva Biancaneve a Beverly Hills (The Charmings), trasposizione nella moderna California della fiaba Biancaneve.
Interprete di vari film di successo come Terminator (1984), Il serpente e l'arcobaleno (1988) e Cliffhanger - L'ultima sfida (1993), nel 1995 vince un Emmy Award per la partecipazione alla serie televisiva La famiglia Brock.
Muore nel 2004, a 64 anni, a causa di un attacco cardiaco.

## Filmografia parziale

### Attore

#### Cinema
- R.P.M. Rivoluzione per minuto (R.P.M.), regia di Stanley Kramer (1970)
- Sounder, regia di Martin Ritt (1972)
- Conrack, regia di Martin Ritt (1974)
- It's Good to be Alive, regia di Michael Landon (1974)
- Un gioco estremamente pericoloso (Hustle), regia di Robert Aldrich (1975)
- Ultimi bagliori di un crepuscolo (Twilight's Last Gleaming), regia di Robert Aldrich (1977)
- Io sono il più grande (The Greatest), regia di Tom Gries (1977)
- L'ultima odissea (Damnation Alley) regia di Jack Smight (1977)
- Il pollo si mangia con le mani (Carbon Copy), regia di Michael Schultz (1981)
- Cane bianco (White Dog), regia di Samuel Fuller (1982)
- Star Trek II - L'ira di Khan (Star Trek II: The Wrath of Khan), regia di Nicholas Meyer (1982)
- L'assassinio di Mike (Mike's Murder), regia di James Bridges (1984)
- Terminator (The Terminator), regia di James Cameron (1984)
- Il sergente di fuoco (Death Before Dishonor), regia di Terry Leonard (1987)
- Il serpente e l'arcobaleno (The Serpent and the Rainbow), regia di Wes Craven (1988)
- Presunto innocente (Presumed Innocent), regia di Alan J. Pakula (1990)
- Cliffhanger - L'ultima sfida (Cliffhanger), regia di Renny Harlin (1993)
- Dennis la minaccia (Dennis the Menace), regia di Nick Castle (1993)
- Mars Attacks!, regia di Tim Burton (1996)

#### Televisione
- Daktari – serie TV, episodi 1x07-2x12 (1966)
- Ai confini dell'Arizona (The High Chaparral) – serie TV, episodio 2x14 (1969)
- Giovani avvocati (The Young Lawyers) – serie TV, episodio 1x02 (1970)
- Orrore a 12000 metri, regia di David Lowell Rich – film TV (1973)
- Radici - Le nuove generazioni (Roots: The Next Generations) – miniserie TV, episodio 1x05 (1979)
- King, regia di Abby Mann – miniserie TV, episodi 1x01-1x02-1x03 (1979)
- The Sophisticated Gents, regia di Harry Falk – miniserie TV, episodi 1x01-1x02-1x03 (1981)
- Il grigio e il blu (The Blue and the Gray) – miniserie TV, episodi 1x01-1x02-1x03 (1982)
- La signora in giallo (Murder, She Wrote) – serie TV, episodio 1x15 (1985)
- Biancaneve a Beverly Hills (The Charmings) – serie TV, 21 episodi (1987-1988)
- 227 – serie televisiva, 24 episodi (1988-1990)
- Oltre la legge - L'informatore (Wiseguy) – serie TV, 6 episodi (1989)
- Star Trek: The Next Generation – serie TV, episodio 5x02 (1991)
- La famiglia Brock (Picket Fences) – serie TV, episodi 3x03-3x04 (1994)
- Babylon 5 – serie TV, episodio 2x10 (1995)
- Tyson, regia di Uli Edel – film TV (1995)
- Il tocco di un angelo (Touched by an Angel) – serie TV, 12 episodi (1995-2003)
- Walker Texas Ranger – serie TV, episodio 6x22 (1998)

### Doppiatore
- Allacciate le cinture! Viaggiando si impara (The Magic School Bus) – serie animata, 4 episodi (1996-1997) - Mr. Ruhle
- I Simpson (The Simpsons) – serie animata, episodi 8x03-9x20 (1996-1998) - Lucious Sweet
- Spider-Man - L'Uomo Ragno (Spider-Man) – serie animata, episodi 5x04-5x05-5x06 (1997) - Black Marvel/Omar Mosley
- Batman of the Future – serie animata, episodi 1x12-2x01-2x18 (1999-2000) - Sam Young

## Riconoscimenti (parziale)
- Premio Oscar
  - 1973 - Candidatura come miglior attore per Sounder
- Daytime Emmy Awards
  - 1992 - Candidatura come miglior programma di classe speciale per The Streets
  - 1997 - Candidatura come miglior interprete in uno speciale per bambini per The Legend of Gator Face
- Primetime Emmy Awards
  - 1978 - Candidatura come miglior attore protagonista in una miniserie per King
  - 1979 - Candidatura come miglior attore non protagonista in una miniserie o film per Radici - Le nuove generazioni
  - 1995 - Miglior attore non protagonista in una serie drammatica per La famiglia Brock

## Doppiatori italiani
Nelle versioni in italiano delle opere in cui ha recitato, Paul Winfield è stato doppiato da:
- Michele Gammino in Un gioco estremamente pericoloso, L'ultima odissea
- Claudio Fattoretto in Cliffhanger - L'ultima sfida, Dennis la minaccia
- Bruno Alessandro in Il serpente e l'arcobaleno, La più bella estate della mia vita
- Diego Reggente in Ultimi bagliori di un crepuscolo
- Paolo Buglioni in Cane bianco
- Claudio De Davide in Star Trek II - L'ira di Khan
- Silvio Spaccesi in Terminator
- Angelo Nicotra ne La signora in giallo
- Sergio Fiorentini in Biancaneve a Beverly Hills
- Dario Penne in Star Trek: The Next Generation
- Luciano De Ambrosis in Presunto innocente
- Franco Zucca in Mars Attacks!
- Stefano Mondini in Cliffhanger - L'ultima sfida (ridoppiaggio)